# Wiens No.1
Wiens No.1 ist eine österreichische Punkband aus Wien.

## Bandgeschichte
Wiens No.1 wurde 2001 um den Sänger Stefan Putnik gegründet. Der Name basiert auf der ersten Probe der Band und einem Stück ihres alten Gitarristen. Dieser war bereits von 1993 bis 2002 bei der Oi!-Band Panzerknacker aktiv. Im Laufe der Jahre kam es zu mehreren Umbesetzungen, so dass Putnik die einzige personelle Konstante in der Band war. Das erste Album …jetzt red ma amoi Tacheles erschien 2004 über DSS Records. Schon ein Jahr später folgte das zweite Album Punks & Skins & Rock′n′Roller über Sunny Bastards.
2008 erschien eine Split-EP mit Gewohnheitstrinker.
2009 folgte das dritte Werk …zügellos, erneut über Sunny Bastards. Mit dem Song Zug nach nirgendwo spielt die Band auf die Transporte nach Auschwitz an und positioniert sich damit gegen Rechts.
2013 nahm Putnik am Charity-Projekt Wilde Flamme teil, was zu Auseinandersetzungen innerhalb der Band führte, die sich kurz darauf auflösen wollte, da alle Mitglieder bis auf Putnik die Band verließen. Für das vierte Album …sag niemals nie! wechselte die Band mit neuen Mitgliedern zum Krawallbrüder-Label KB-Records.
Am 11. August 2017 veröffentlichte die Band das Album Des Kaisers neue Lieder über das bandeigene Label Triumvirate Records. Im gleichen Jahr spielte die Band auf dem G.O.N.D. sowie dem Ehrlich & Laut.
2019 folgte der Wechsel zum Frei.Wild-Label Rookies & Kings. Dort erschien am 17. April 2020 das sechste Album Herz aus Stein.

## Musikstil
Wiens No.1 begann als Fortsetzung der Wiener Punk/Oi!-Band Panzerknacker und spielte von Beginn an eine Mischung aus Streetpunk und Oi!. Dazu kommen auch Einflüsse aus dem Ska und insbesondere in den späteren Jahren auch aus dem Deutschrock. Die Band positioniert sich gegen Nazis und als eine Szeneband, die in diversen Subkulturen, von Oi! über Ska bis Rockabilly präsent ist.

## Diskografie

### Alben
- 2004: …jetzt red ma amoi Tacheles (DSS Records)
- 2005: Punks & Skins & Rock'n'Roller (Sunny Bastards)
- 2009: …zügellos (Sunny Bastards)
- 2014: …sag niemals nie! (KB-Records)
- 2017: Des Kaisers neue Lieder! (Triumvirate Records)
- 2020: Herz aus Stein (Rookies & Kings)

### Sonstige Veröffentlichungen
- 2008: Geteiltes Leid… (Split-EP mit Gewohnheitstrinker, Randale Records)